# 詹姆斯·格思里
詹姆斯·格思里（James Guthrie，1792年12月5日—1869年3月3日），美国政治家，美国民主党人，曾任美国财政部长（1853年-1857年）和美国参议院议员（1865年-1868年）。